# Морска медведица
Морске медведице (лат. Monachus) су род перајара из породице правих фока (Phocidae). Средоземна и хавајска морска медведица су угрожене, док је карипска морска медведица изумрла.

## Врсте
- Хавајска морска медведица
- Средоземна морска медведица
- † Карипска морска медведица